# OS X Server
OS X Server (dawniej Mac OS X Server) – przeznaczona do zastosowań serwerowych wersja systemu OS X, działająca na platformach Mac i Xserve. Od wersji standardowej różni się obecnością odpowiedniego oprogramowania (jego część działa także na zwykłym OS X) i obsługą platformy Xserve. Pierwsza wersja, Mac OS X Server 1.0 bazowała na systemie Rhapsody, następne oparte są na kolejnych wersjach OS X, dzieląc z nimi numerację wersji i nazwę handlową, rozszerzoną o słowo "Server".

## Cena
OS X Lion Server kosztuje 49,99 $ lub 39,99 €.